# راکبورن
راکبورن (به انگلیسی: Rockbourne) یک روستا و محله مدنی در بریتانیا است که در New Forest District واقع شده‌است. راکبورن ۳۱۹ نفر جمعیت دارد.

## بررسی کلی
این روستا دارای تعدادی خانه های آجری و چوبی است. به همراه یک کلیسا در قسمت شمالی این روستا واقع شده است.